# Gabinete de Wang Jingwei
O Gabinete de Wang Jingwei (chinês 汪兆銘內閣)  foi o gabinete do Governo Nacionalista da República da China, formado por Wang Jingwei enquanto o 4º Primeiro-Ministro da República da China e serviu de 29 de janeiro de 1932 a 1º de dezembro de 1935.

## Antecedentes e formação do governo
Em 18 de setembro de 1931, eclodiu o Incidente de Mukden, uma sabotagem ferroviária ocorrida no sudoeste da Manchúria, que foi usada como pretexto para a invasão e anexação japonesa da região. Na época, o governo nacionalista estava dividido no Governo Nacionalista de Nanquim liderado por Chiang Kai-shek e no Governo Nacionalista de Guangzhou liderado pela facção anti-Chiang, incluindo Chen Jitang, Wang Jingwei e Sun Fo. No entanto, a situação nacional levou à reconciliação entre os dois lados e, em 28 de janeiro de 1932 , o Governo Cooperativo Chiang-Wang foi estabelecido, com Wang Jingwei como primeiro-ministro e encarregado dos assuntos governamentais, e Chiang Kai-shek encarregado dos assuntos militares.
No entanto, a política de apaziguamento de Wang Jingwei em relação ao Japão, como a defesa de “resistência unilateral e negociação unilateral” e o reconhecimento tático de Manchukuo no Acordo de Tanggu, levou a um aumento das críticas dentro do governo e da opinião pública, e a tentativa de assassinato contra Wang Jingwei ocorrida em 1 de novembro de 1935. Wang então renunciou ao cargo de chefe do Yuan Executivo e foi para a Europa para tratamento médico, sendo substituído por Chiang Kai-shek.

## Ministros
| Cargo                                                   | Nome | Nome                        | Partido      | Partido |
| ------------------------------------------------------- | ---- | --------------------------- | ------------ | ------- |
| Primeiro-ministro                                       |      | Wang Jingwei                | Kuomintang   |         |
| Vice-Premiê do Yuan Executivo                           |      | Soong Tse-ven (T. V. Soong) | Kuomintang   |         |
| Ministro do Interior                                    |      | Li Wenfan                   | Kuomintang   |         |
| Ministro das Relações Exteriores                        |      | Luo Wengan                  | Independente |         |
| Ministro das Finanças                                   |      | Soong Tse-ven (T. V. Soong) | Kuomintang   |         |
| Ministro da Guerra                                      |      | He Yingqin                  | Kuomintang   |         |
| Chefe da Marinha                                        |      | Chen Shaokuan               | Kuomintang   |         |
| Ministro da Educação                                    |      | Zhu Jiahua                  | Kuomintang   |         |
| Ministro dos Transportes                                |      | Chen Mingshu                | Kuomintang   |         |
| Ministro das Ferrovias                                  |      | Ye Gongchuo                 | Independente |         |
| Ministro de Assuntos Econômicos                         |      | Chen Gongbo                 | Kuomintang   |         |
| Ministro da Justiça                                     |      | Luo Wengan                  | Independente |         |
| Presidente do Comitê Mongol-Tibetano                    |      | Shi Qingyang                | Kuomintang   |         |
| Presidente da Comissão de Assuntos da China no Exterior |      | Wu Tiecheng                 | Kuomintang   |         |
| Presidente do Comitê Antitabagismo                      |      | Liu Ruiheng                 | Independente |         |

### Livros
- 張朋園・沈懷 合編. 國民政府職官年表. [S.l.]: 中央研究院近代史研究所